# Microrregión del Brejo Pernambucano
La microrregión del Brejo Pernambucano es una subdivisión de la mesorregión del Agreste Pernambucano, estado de Pernambuco, Brasil. Es compuesta por 11 municipios, abarcando un área de 2.462 km², equivalente al 2,6% del territorio del estado. Además del clima semiárido, tiene localidades de clima ameno y alta precipitación. Los municipios de mayor población son Bonito, Panelas y Altinho.

## Municipios
- Agrestina
- Altinho
- Barra de Guabiraba
- Bonito (Pernambuco)
- Camocim de São Félix
- Cupira
- Ibirajuba
- Lagoa dos Gatos
- Panelas
- Sairé
- São Joaquim do Monte